# 그리스의 크림반도 식민지

기원전 5세기 흑해 북부 해안을 따라 형성된 그리스 식민지.

그리스의 크림반도 식민지는 크림반도에 있었던 고대 그리스 정착지에 관한 것이다. 폴리스들은 기원전 7세기 또는 6세기에 처음으로 흑해 크림반도 해안을 따라 식민지를 건설했다. 여러 식민지가 당시 킴메르 보스포로스 해협으로 알려졌던 케르치 해협 주변에 세워졌다. 킴메르 보스포로스 해협 주변의 식민지 밀도는 그리스 식민지화에서는 이례적이었으며, 이는 이 지역의 중요성을 반영하는 것이었다. 이 식민지들 대부분은 소아시아의 밀레토스 시에서 온 이오니아인에 의해 세워졌다. 기원전 1세기 중반까지 보스포로스 왕국은 후기 로마 공화국의 고객국이 되었고, 이는 로마 제국 시대에 로마 크림반도 시대를 열었다.

## 명칭

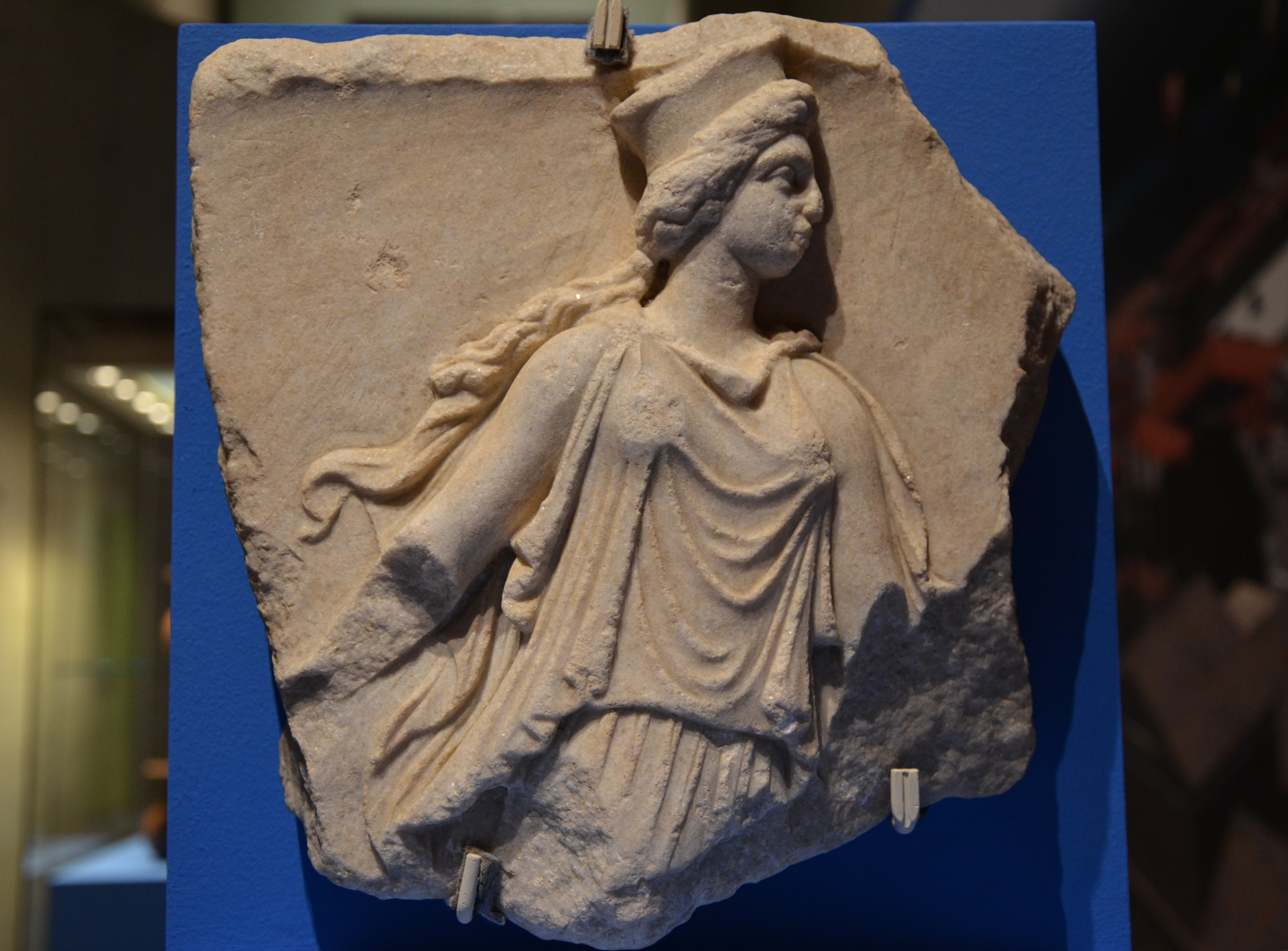
보스포로스 왕국의 판티카파이온과 타우리카 (크림반도)에서 발굴된, 기원전 3세기의 코레를 묘사한 대리석 부조 파편.

타우리카, 타우리케 케르소네소스, 타우리스는 고전 고대 시대부터 근세에 이르기까지 크림반도가 알려졌던 이름이었다. 고대 그리스인들은 이 지역을 주민인 타우리족의 이름을 따서 타우리케 케르소네소스 (Ταυρικὴ Χερσόνησος) 또는 케르소네소스 타우리케 (Χερσόνησος Ταυρική), 즉 "타우리반도"(khersonesos는 글자 그대로 "반도"를 의미함)라고 불렀다. 케르소네수스 타우리카는 그리스어 이름의 라틴어 버전이다.

## 그리스 식민지

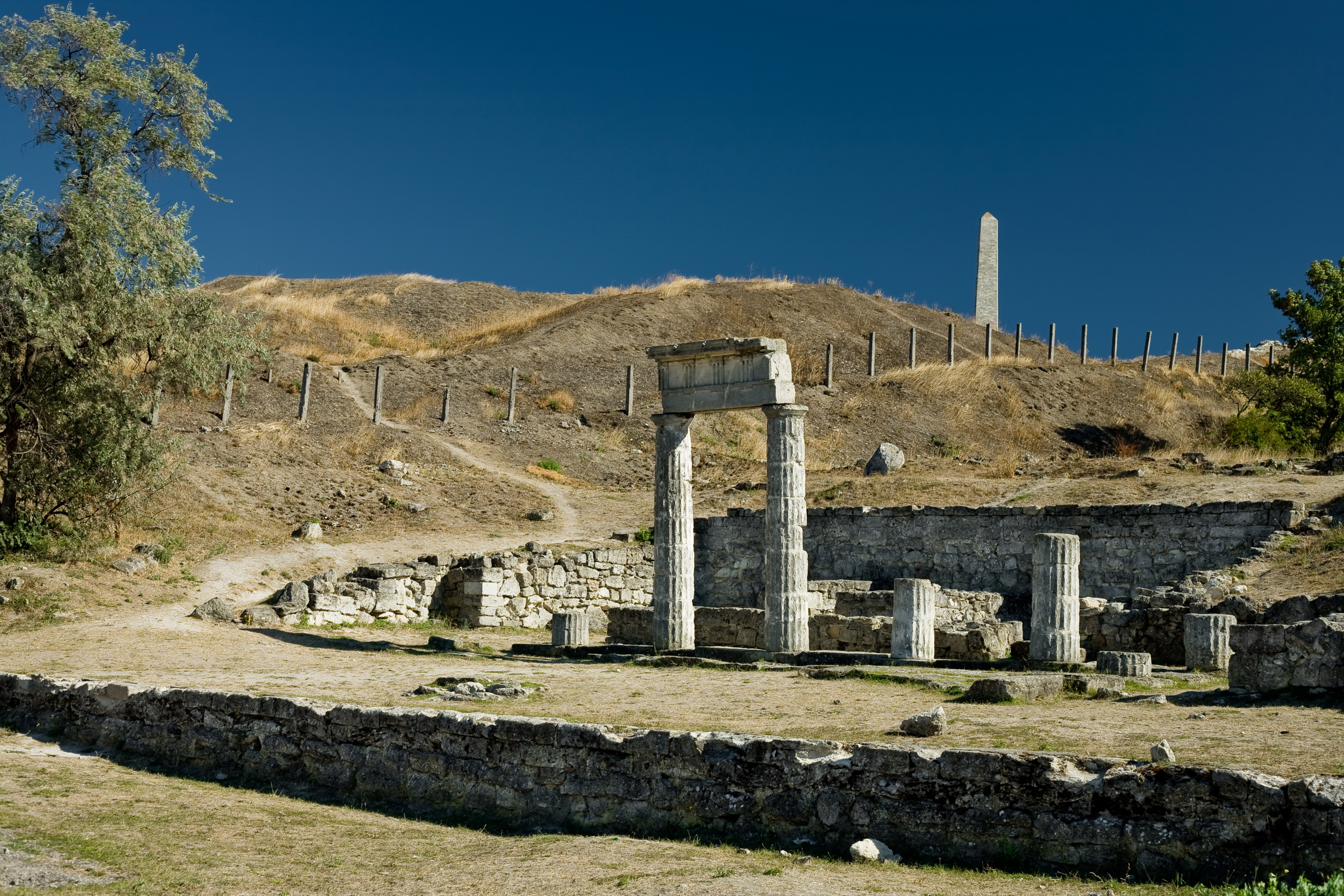
기원전 2세기의 판티카파이온 프리타네이온.

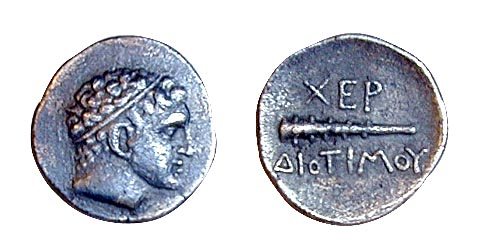
수염 없는 헤라클레스가 왕관을 쓰고 있는 모습을 묘사한 크림반도 케르소네소스의 그리스 동전. 기원전 2세기.

가장 초기의 그리스 식민지인 판티카파이온(고대 그리스어: Παντικάπαιον Pantikápaion[*])은 기원전 7세기 후반 또는 6세기 초에 밀레토스의 아포이키아(단순한 무역 중심지가 아닌 진정한 식민지)로 세워졌다. 이 중요한 도시는 현재의 케르치 시에 있는 킴메르 보스포로스 해협 서쪽의 미트리다트 산에 위치했다. 도시 건설 초기 몇 세기 동안, 주로 수입된 그리스 물품이 주를 이루었다: 도자기, 테라코타 조각상, 그리고 금속 물품들로, 아마도 로도스섬, 코린토스, 사모스섬, 아테네의 공방에서 제작되었을 것이다 (이곳에서 광범위하게 발견된 아테네 꽃병 양식은 케르치 양식으로 불린다). 동시에 모방된 현지 생산도 이루어졌다. 현지 도공들은 그나티아 양식으로 알려진 헬레니즘 그릇과 메가라식 그릇과 같은 부조 장식 도기를 모방했다. 이 도시는 기원전 5세기부터 은화를 주조했고, 기원전 4세기부터는 금화와 청동화를 주조했다. 최대 면적은 100 헥타르 (250 ac)에 달했다.
킴메르 보스포로스 해협의 크림반도 쪽에 있는 다른 밀레토스 식민지로는 테오도시아, 키메리콘, 티리타케, 미르메키온이 있었다. 현재의 페오도시야인 테오도시아 (고대 그리스어: Θεοδοσία)는 고고학적 증거에 따르면 기원전 6세기에 세워졌다. 이 도시는 기원전 약 390년에 보스포로스 왕국의 통치자 사티로스 1세의 공격을 저항한 것으로 역사에 처음 기록되었다. 그의 후계자 레우콘 1세는 이 도시를 그리스, 특히 아테네로 밀을 운송하는 중요한 항구로 탈바꿈시켰다. 키메리콘 (고대 그리스어: Κιμμερικόν)은 기원전 5세기에 케르치반도 남쪽 해안, 오푹산 서쪽 경사면에 판티카파이온에서 남서쪽으로 약 50 킬로미터 (31 mi) 떨어진 곳에 세워졌다. 그 이름은 그 위치에 있었던 초기 킴메르인 정착지를 나타낼 수 있다. 키메리콘은 스키타이족으로부터 보스포로스 왕국을 방어하는 중요한 요새가 되었다. 티리타케 (고대 그리스어: Τυριτάκη)는 크림반도 동부에 위치했으며, 판티카파이온에서 남쪽으로 약 11 킬로미터 (6.8 mi) 떨어져 있었다. 이 도시는 케르치 지구의 카미시-부룬 (아르쉰체베)에 있는 킴메르 보스포로스 해협 해안의 유적지와 잠정적으로 동일시된다. 고대 문헌에는 티리타케에 대한 짧은 언급이 몇 군데 있을 뿐이다. 고고학 프로젝트를 통해 기원전 6세기 중반에 세워진 이 식민지가 공예와 포도 재배에 특화되어 있었음이 밝혀졌다. 초기 몇 세기 동안 어업과 와인 생산이 도시의 경제적 기반이 되었다. 미르메키온 (고대 그리스어: Μυρμήκιον)은 킴메르 보스포로스 해협 해안에 위치했으며, 판티카파이온에서 북쪽으로 4 킬로미터 (2.5 mi) 떨어져 있었다. 이 도시는 기원전 6세기 중반에 독립적인 폴리스로 세워졌고, 곧 이 지역에서 가장 부유한 도시 중 하나가 되었다. 기원전 5세기에는 와인 제조에 특화되어 자체 주화를 주조했다. 이 도시는 약 2.5 미터 (8.2 ft) 두께의 탑이 있는 성벽으로 둘러싸여 있었다.
님파이온(고대 그리스어: Νύμφαιον)은 기원전 580년에서 560년 사이에 밀레토스의 경쟁 도시 사모스섬 출신 식민지 개척자들에 의해 세워졌다. 이 도시는 판티카파이온에서 남쪽으로 약 14 킬로미터 (8.7 mi) 떨어진 곳에 위치했다. 도시 건설 이전에 이 지역에 스키타이족이 존재했다는 고고학적 증거는 없다. 이 도시는 자체 주화를 발행했으며, 곡물 무역을 통제하여 고대 고전 시대에 번성했다. 아테네는 기원전 약 444년에 님파이온을 이 지역의 주요 군사 기지로 선택했으며, 데모스테네스의 할아버지인 길론은 펠로폰네소스 전쟁 중에 님파이온을 배신했다는 혐의로 아테네에서 추방당했다. 이 도시는 세기 말에 보스포로스 왕국에 합병되었다.

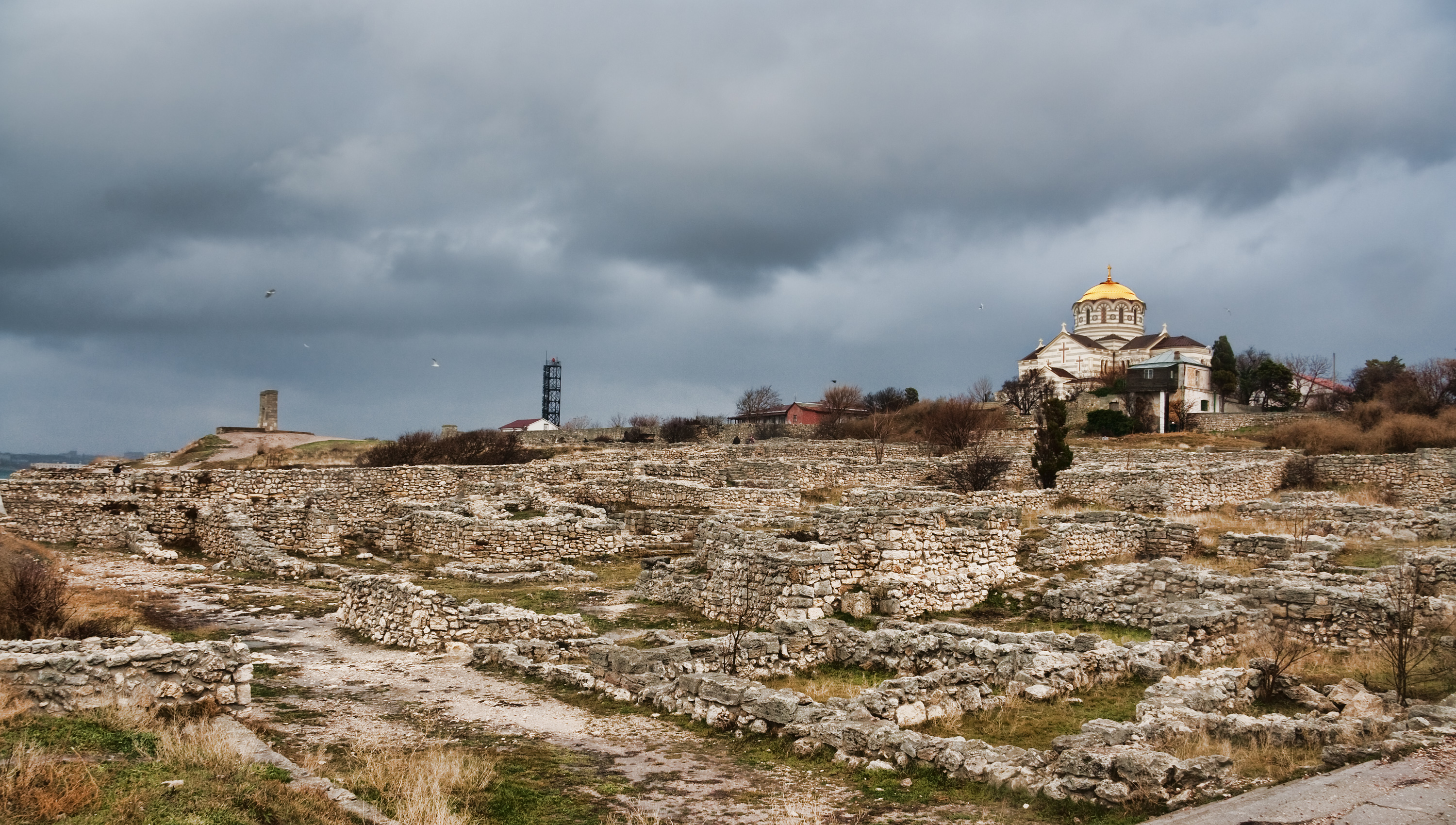
성 블라디미르 대성당은 케르소네소스의 광범위한 발굴지를 내려다보고 있다.

기원전 5세기, 소아시아 흑해 연안의 헤라클레이아 폰티카 출신 도리스인들은 크림반도 남서부 (현대 세바스토폴 외곽)에 케르소네소스 해항을 건설했다. 이곳은 토착 타우리족 영토의 가장자리에 위치한 좋은 심해 항구를 갖춘 곳이었다. 고전 시대 대부분 동안 케르소네소스는 선출된 아르콘 그룹과 데미우르고스라고 불리는 의회에 의해 통치되는 민주주의 국가였다. 시간이 지나면서 정부는 과두제로 변모하여 권력이 아르콘의 손에 집중되었다. 기원전 4세기 중반까지 케르소네소스는 작은 도시로 남아 있었다. 그 후 북서부 크림반도의 땅으로 확장하여 케르키니티다 식민지를 통합하고 수많은 요새를 건설했다. 2013년에 케르소네소스는 세계유산으로 등재되었다.
케르키니티다는 타우리케 북서부의 초기 식민지로, 현재의 옙파토리야 근처에 위치한다. 이 도시는 기원전 6세기-5세기 전환기경에 세워졌는데, 아마도 헤라클레이아 폰티카의 도리스인이나 다른 알려지지 않은 이오니아 도시 국가에 의해 세워졌을 것이다. 기원전 4세기 중반까지 이 도시는 작은 독립 도시 국가였으며, 이후 케르소네소스 도시 국가에 통합되었다. 기원전 2세기에 케르키니티다는 스키타이족에게 점령되었으나, 나중에 디오판토스의 두 번째 원정에서 되찾았다. 고고학적 발견에 따르면, 이 도시는 기원후 2세기와 3세기 전환기경까지 지속되었다.
2016년, 고고학자들은 고르노스타예프카 마을 근처에서 고대 그리스 요새의 일부를 발견했다.
2018년, 고고학자들은 바헤로베 마을 근처에서 이전에 알려지지 않았던 기원전 4세기-기원전 3세기의 고대 그리스 정착지를 발견했다. 연구자들에 따르면, 이 정착지는 마니트라라고 불렸다. 정착지 영토에서는 직사각형 탑의 잔해가 발견되었고, 정착지 근처에서는 약탈되지 않은 네크로폴리스가 발견되었다.

## 신화에서

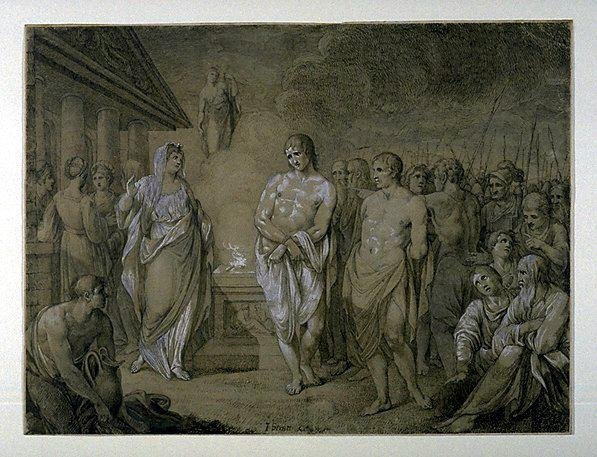
조지프 스트러트가 이피게네이아 앞에 오레스테스와 필라데스를 데려온 모습.

그리스 신화에 따르면, 크림반도는 여신 아르테미스가 그녀의 아버지가 수행하려던 인간 희생에서 이피게네이아를 구출한 후 그녀를 보낸 곳이다. 아르테미스는 어린 공주를 반도로 데려와 그곳에서 그녀의 신전의 여사제가 되게 했다. 이곳에서 그녀는 타우리 왕 토아스에 의해 해안에 상륙하는 모든 외국인을 인간 희생으로 바치도록 강요당했다. 다른 역사가들에 따르면, 타우리족은 잔인한 의식과 해적으로 유명했으며, 반도의 가장 초기의 토착민들이었다. 타우리스의 땅과 그리스인을 죽이는 소문난 풍습은 헤로도토스의 역사 제4권 99–100 및 103에서도 묘사되어 있다.

## 같이 보기
- 고대 식민지
- 그리스 디아스포라
- 러시아와 소련의 그리스인
- 우크라이나의 그리스인
- 크림반도의 역사
- 로마 크림반도

## 참고 문헌
- Shevchenko, Tetiana (2023). 《Greek Religion in Tauric Chersonesos》. Oxford: Archaeopress. ISBN 9781803275628.